# Stalinrede vom 5. Mai 1941 im Kreml vor den Absolventen der sowjetischen Militärakademien
Die Stalinrede vom 5. Mai 1941 im Kreml vor den Absolventen der sowjetischen Militärakademien gilt als historisch verbürgt. Es gibt jedoch keine originale Mitschrift von ihr.
Die Absolventen der 16 Militärakademien der Sowjetunion und neun entsprechenden Fakultäten der zivilen Hochschulen der UdSSR wurden für den 5. Mai 1941 zu einem besonderen Empfang in den Kreml eingeladen. Im Saal des großen Kreml-Palastes waren die Mitglieder des Politbüros versammelt, dazu noch von der weiteren militärischen und politischen Führungsspitze Timoschenko, Budjonny, Mechlis und Wyschinski. Die Absolventen hörten nach einer Begrüßungsansprache durch das formelle Oberhaupt des sowjetischen Staates, Michail Kalinin, eine etwa 40 Minuten dauernde Rede Stalins. Dieser sprach zum Entwicklungs- und Ausbildungsstand der Roten Armee, deren militärpolitischen Herausforderungen und Zielsetzungen.

## Versionen und Inhalte der Rede
Ein authentischer Text der Rede ist nicht bekannt. Es existieren verschiedene Überlieferungen mit zum Teil widersprüchlichen Aussagen. Die Prawda berichtete am folgenden Tag in aller Kürze:
„Genosse Stalin sprach in seiner Rede von einer tiefgreifenden Veränderung, die in den vergangenen Jahren in der Roten Armee stattgefunden hat, und betonte, die Rote Armee sei auf der Grundlage der modernen Kriegführung umstrukturiert und neu bewaffnet worden. Genosse Stalin begrüßte die Kommandeure, die die Militärakademien beendet haben, und wünschte ihnen Erfolg bei ihrer Arbeit. Die Rede des Genossen Stalin dauerte ungefähr 40 Minuten, sie wurde mit großer Aufmerksamkeit angehört.“
Rekonstruktionsversuche sind zuerst durch den britischen Korrespondenten in Moskau, Alexander Werth („Russia at War“), als auch durch den deutschen Botschaftsrat, Gustav Hilger („Wir und der Kreml“), geleistet worden. Hilger erhielt nach eigenen Angaben „von drei in deutsche Gefangenschaft geratenen höheren russischen Offizieren“, die er namentlich nicht nennt, von denen er aber sagt, sie hätten keine Gelegenheit gehabt sich miteinander abzusprechen, Mitteilungen über die Stalin-Rede vom 5. Mai 1941, die er in seinen 1955 publizierten Erinnerungen wie folgt wiedergibt:
„Nach diesen Mitteilungen habe der Leiter der Kriegsakademie der UdSSR, Generalleutnant Chosin, einen Toast auf die Friedenspolitik der Sowjetunion ausbringen wollen, worauf Stalin scharf ablehnend reagierte, indem er sagte, daß mit dieser Defensivlosung jetzt Schluß gemacht werden müsse, weil sie überholt sei. Zwar sei es der Sowjetunion gelungen, unter dieser Parole die Grenzen der Sowjetunion im Norden und Westen weit vorzuschieben und ihre Bevölkerungszahl um 13 Millionen zu vergrößern. Damit könne man aber keinen Fußbreit Boden mehr gewinnen. Die Rote Armee müsse sich an den Gedanken gewöhnen, daß die Ära der Friedenspolitik zu Ende und die Ära einer gewaltsamen Ausbreitung der sozialistischen Front angebrochen sei. Wer die Notwendigkeit eines offensiven Vorgehens nicht anerkenne, sei ein Spießbürger und ein Narr. Auch müsse mit Lobpreisungen der deutschen Armee endlich Schluß gemacht werden.“
Der Osteuropa-Historiker Bernd Bonwetsch weist darauf hin, dass Autoren wie Viktor Suworow und Joachim Hoffmann, die behaupten, Stalin habe in dieser Rede konkrete Angriffsabsichten gegen Deutschland zum Ausdruck gebracht, sich ausschließlich auf Aussagen gefangengenommener sowjetischer Offiziere beziehen.
Der Journalist und britische Moskaukorrespondent Alexander Werth brachte nach dem Krieg folgende Version der Rede in Umlauf:
„Nach Ausbruch des Krieges erhielt ich ziemlich detaillierte Berichte über diesen Empfang, dem man seinerzeit in Moskau erhebliche Bedeutung beigemessen hatte. Ich erfuhr, daß die Hauptpunkte der Rede Stalins am 5. Mai 1941 folgende waren:
1. Die Situation ist äußerst ernst. Mit einem deutschen Angriff in naher Zukunft muß man rechnen. Deshalb: Bereit sein, jeder möglichen Überraschung zu begegnen.
2. Die Rote Armee ist noch nicht stark genug, die Deutschen ohne weiteres schlagen zu können. Ihre Ausrüstung ist alles andere als zufriedenstellend; es besteht noch ernster Mangel an modernen Panzern, modernen Flugzeugen und vielem anderen. Die Ausbildung großer Massen von Soldaten ist noch längst nicht abgeschlossen. Die Verteidigungsanlagen in den neuen Grenzgebieten sind unzulänglich.
3. Die Sowjetregierung will mit allen ihr zur Verfügung stehenden diplomatischen Mitteln versuchen, einen bewaffneten Konflikt mit Deutschland zumindest bis zum Herbst hinauszuzögern, weil es um diese Jahreszeit für einen deutschen Angriff zu spät sein wird. Dieser Versuch kann gelingen, kann aber auch fehlschlagen.
4. Wenn er gelingt, wird der Krieg mit Deutschland fast unvermeidlich im Jahre 1942 stattfinden, und zwar unter viel günstigeren Bedingungen, da die Rote Armee dann besser ausgebildet und besser ausgerüstet sein wird. Je nach der internationalen Situation wird die Rote Armee einen deutschen Angriff abwarten oder aber selbst die Initiative ergreifen, da eine dauernde Vorherrschaft Nazi-Deutschlands in Europa ‚nicht normal’ sei.“
Der deutsche Botschafter in Moskau, von der Schulenburg, erhielt schon Anfang Juni 1941 über einen von sowjetischer Seite gelenkten Informanten eine Version dieser Rede zugespielt, nach der Stalin nicht nur zwei Drittel seiner Rede einer sachlichen Gegenüberstellung des deutschen und sowjetischen Militärpotentials gewidmet habe, sondern sogar von einem „neuen Kompromiß“, den es mit Deutschland zu finden gelte, gesprochen habe.
Lev A. Bezymenskij hat die verschiedenen Versionen der Stalin-Rede 1992 in der Fachzeitschrift Osteuropa jeweils im russischen Original und in deutscher Übersetzung dokumentiert und analysiert. Dabei dokumentierte er erstmals eine maschinenschriftliche Kurzfassung der Rede, die ein Mitarbeiter des Volkskommissariats für Verteidigung 1948 dem Institut für Marxismus-Leninismus beim ZK der KPdSU zuleitete. Stalin äußerte sich danach ausführlich über den Zustand der Roten Armee, das Problem der Diskrepanz der fortgeschrittenen Waffentechnik und der mangelnden Ausbildung an den sowjetischen Militäranstalten sowie die Gründe für die bis dato festzustellenden Erfolge der Wehrmacht. Am Schluss seiner Rede fügte er nach dieser Version, die auch in der von der Bayerischen Staatsbibliothek in Verbindung mit dem Lehrstuhl für Osteuropäische Geschichte der Universität Erlangen verantworteten Dokumente-Edition online verfügbar ist, als dritte Ansprache nach dem Trinkspruch eines Generalmajors der Panzertruppen hinzu:

„Die friedliche Politik ist eine gute Sache. Bis zu einer bestimmten Zeit haben wir die Linie der Verteidigung vertreten, bis zum Zeitpunkt, bis wir unsere Armee noch nicht umgerüstet haben, die Armee noch nicht mit modernen Kampfmitteln ausgerüstet haben. Jetzt aber, da wir unsere Armee umgestaltet haben, sie reichlich mit Technik für den modernen Kampf ausgestattet haben, jetzt, da wir stark geworden sind, jetzt muss man von der Verteidigung zum Angriff übergehen. Bei der Verwirklichung der Verteidigung unseres Landes sind wir verpflichtet, offensiv zu handeln. Wir müssen von der Verteidigung zur Militärpolitik des offensiven Handelns übergehen. Wir müssen unsere Erziehung, unsere Propaganda, Agitation, unsere Presse im offensiven Geist umbauen. Die Rote Armee ist eine moderne Armee, eine moderne Armee ist aber eine offensive Armee.“

## Interpretationen
Nach Bezymenskij enthält Stalins Rede „nicht viel Neues“. Die sowjetische Militärdoktrin habe im konkreten Bedrohungsfall grundsätzlich den Übergang von der Defensive zur Offensive vorgesehen und die These von der „modernen Angriffsarmee“ sei damals „fast schon banal“ gewesen. Bernd Bonwetsch betont, die Rede sei in Zusammenhang mit dem deutschen Aufmarsch zu sehen. Konkrete Angriffsdrohungen Stalins enthalte sie nicht, doch der „ganze Tenor seiner Äußerungen signalisierte zweifellos eine Änderung in der sowjetischen Haltung gegenüber Deutschland“, die auch die Option einschloss, gegebenenfalls selbst „gegen den Aufmarsch der Wehrmacht im Osten“ militärisch aktiv zu werden. Für Gabriel Gorodetsky stellte die Ansprache den „Höhepunkt der Beschwichtigungskampagne“ Stalins gegenüber Hitler dar. Sie war zweifelsfrei zur Abschreckung gedacht, denn man ließ den Hauptinhalt absichtlich durchsickern, damit die ausländischen Vertretungen darüber berichteten. Mit einer dreisten Demonstration von Zuversicht sollte Deutschland vom Überfall abgeschreckt und der eigenen Seite Mut gemacht werden, falls es doch dazu kam. Die Rede fügt sich ein in Weisungen an sowjetischen Diplomaten, die Stärke der Roten Armee maximal herauszustreichen.